# Haseo-myeon
Haseo-myeon (koreanska: 하서면) är en socken i Sydkorea. Den ligger i kommunen Buan-gun i  provinsen Norra Jeolla, i den västra delen av landet, 210 km söder om huvudstaden Seoul.